# Моудін
25°18′50″ пн. ш. 101°32′32″ сх. д. / 25.31387° пн. ш. 101.54226° сх. д.
Моудін (кит. 牟定县, пін. Móudìng Xiàn) — один із повітів КНР у складі Чусюн-Їської автономної префектури, провінція Юньнань. Адміністративний центр — містечко Гунхе.

## Географія
Моудін лежить на заході Юньнань-Гуйчжоуського плато у верхній течії річки Лунчуань (басейн Цзіньша).

### Клімат
Повіт знаходиться у зоні, котра характеризується океанічним кліматом субтропічних нагір'їв. Найтепліший місяць — червень із середньою температурою 21,6 °C. Найхолодніший місяць — січень, із середньою температурою 9,1 °С.
| Клімат повіту Наньхуа   | Клімат повіту Наньхуа | Клімат повіту Наньхуа | Клімат повіту Наньхуа | Клімат повіту Наньхуа | Клімат повіту Наньхуа | Клімат повіту Наньхуа | Клімат повіту Наньхуа | Клімат повіту Наньхуа | Клімат повіту Наньхуа | Клімат повіту Наньхуа | Клімат повіту Наньхуа | Клімат повіту Наньхуа | Клімат повіту Наньхуа |
| Показник                | Січ.                  | Лют.                  | Бер.                  | Квіт.                 | Трав.                 | Черв.                 | Лип.                  | Серп.                 | Вер.                  | Жовт.                 | Лист.                 | Груд.                 | Рік                   |
| Середній максимум, °C   | 17,7                  | 19,7                  | 22,7                  | 25,5                  | 26,5                  | 26,5                  | 25,9                  | 25,8                  | 24,4                  | 22,7                  | 19,8                  | 17,3                  | 22,9                  |
| Середня температура, °C | 9,1                   | 11,3                  | 14,6                  | 18,1                  | 20,5                  | 21,6                  | 21,2                  | 20,6                  | 19                    | 16,8                  | 12,5                  | 9,1                   | 16,2                  |
| Середній мінімум, °C    | 1,7                   | 3,5                   | 6,8                   | 10,9                  | 15,1                  | 17,7                  | 17,8                  | 17                    | 15,4                  | 12,7                  | 6,9                   | 2,5                   | 10,6                  |
| Норма опадів, мм        | 10.2                  | 8.5                   | 14.4                  | 19.2                  | 69.5                  | 146.5                 | 180.7                 | 192.3                 | 126.1                 | 75.2                  | 31.3                  | 9                     | 882.9                 |
| Вологість повітря, %    | 63                    | 56                    | 52                    | 51                    | 60                    | 72                    | 79                    | 81                    | 81                    | 78                    | 75                    | 71                    | 68.3                  |
| ----------------------- | --------------------- | --------------------- | --------------------- | --------------------- | --------------------- | --------------------- | --------------------- | --------------------- | --------------------- | --------------------- | --------------------- | --------------------- | --------------------- |
| Джерело: data.cma.cn    |                       |                       |                       |                       |                       |                       |                       |                       |                       |                       |                       |                       |                       |